# 최민서 (음악가)
최민서(崔敏书(영어: CHOI, MIN-SEO), 2004년 3월 11일~)는 대한민국의 음악가 연습생이다. 그는 경기 용인 수지의 풍덕천에서 부모 슬하 무녀독남(외동 아들)으로 출생하였다.
한때 웨이크원 연습생 출신이었으며, 2009년 7월에서부터 2016년 10월까지 키즈 광고 모델로 잠시 7년 3개월 동안 활약한 이후, 2020년 엠넷(M.net)의 《캡틴》과, 2023년 MBC(문화방송)의 《소년판타지》에 참가했으나, 모두 탈락했었다.

## 학력
| 연도   | 학교                 | 학과         | 비고 |
| ------ | -------------------- | ------------ | ---- |
| 2023년 | 한림연예예술고등학교 | 실용음악학과 | 졸업 |

## 출연 작품

### CF 광고
- 2009년 《현대해상》[3]
- 2013년 《현대기업》[4]
- 2016년 《삼성 셰프 컬렉션 패밀리 허브 - HOW TO USE》[5]

### TV 방송

#### TV 드라마
| 연도   | 방송사 | 제목       | 역할         | 참고           |
| ------ | ------ | ---------- | ------------ | -------------- |
| 2012년 | SBS    | 《대풍수》 | 어린 한약 역 | 배우 첫 데뷔작 |

#### 음악 경연 TV 프로그램
| 연도   | 기간                             | 방송사 | 제목           | 역할   | 장르 | 비고                |
| ------ | -------------------------------- | ------ | -------------- | ------ | ---- | ------------------- |
| 2020년 | 2020년 11월 19일~2021년 1월 21일 | 엠넷   | 《캡틴》       | 참가자 | 예능 | 출연 및 탈락(Top22) |
| 2023년 | 2023년 3월 30일~2023년 4월 27일  | MBC    | 《소년판타지》 | 참가자 | 예능 | 출연 및 탈락(40위)  |

## 직계 가족 관계
- 아버지와 어머니의 슬하 외동 무매독자(그 가운데 어머니 신나영(1978년생) 여사)